# Ученицы гейш

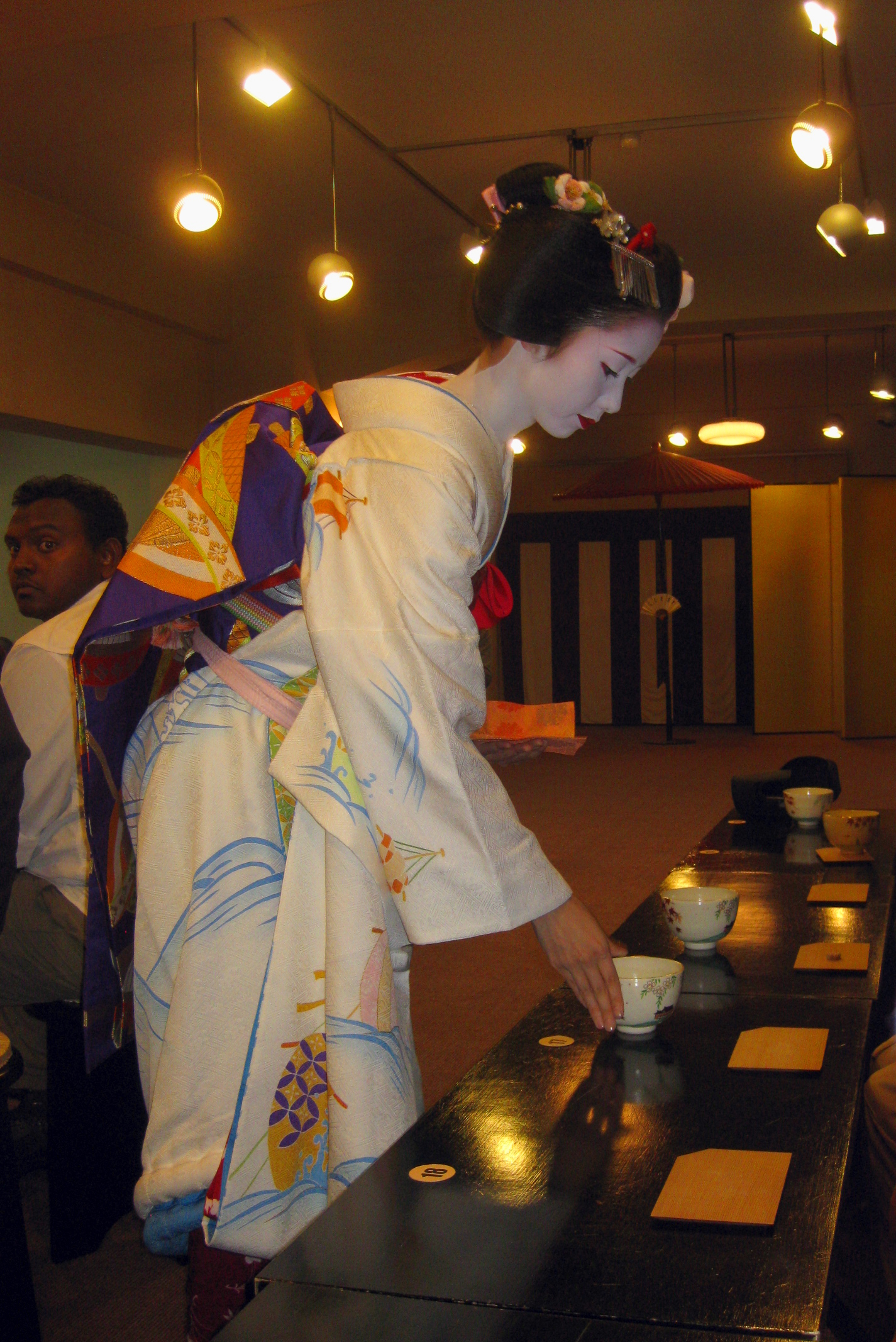
Майко из Киото Мамэхана сервирует чай

Ученицы гейш (яп. 年少芸妓 нэнсё:гэйги) — общее название всех девушек, обучающихся традиционным японским искусствам, чтобы стать гейшами.

## Общие сведения
Чтобы стать гейшей, нужно сперва подать заявку в окия (яп. 置屋, домик, где живут гейши и майко), чтобы его хозяйка согласилась взять ученицу. В случае согласия хозяйки соискательница переезжает в окия и начинает обучение. В этот период она называется сикоми (яп. 仕込み, обучающийся, воспитанник). Сикоми ходит учиться японским танцам и игре на нескольких музыкальных инструментах: сямисэне, маленьком барабане цудзуми, флейте фуэ. Хозяйка окия учит сикоми правильно двигаться в кимоно, вежливо говорить, а также играм на ловкость, в которые гейши играют с клиентами, например, сбивать брошенным веером игрушку с подставки.
Через полгода — год сикоми становится минараи (яп. 見習い, ученик, наблюдающий за учителем) на несколько недель. Она начинает посещать о-дзасики (яп. お座敷, банкет в традиционном японском ресторане, рёкане, минке или ином здании в традиционном японском стиле). Минараи носит укороченный пояс и более цветистое, чем обычно, кимоно.
Затем проводится церемония инициации мисэдаси (яп. 店出し, вступление в бизнес). С этого дня соискательница называется майко (в Кансае) или хангёку (в Канто). Для мисэдаси покупается отдельное кимоно, резчики по черепаховому панцирю изготавливают индивидуальный набор кандзаси, украшений в причёску.
Обучение в качестве майко или хангёку длится от полугода (в Токио) до пяти лет (в Киото). Когда хозяйка окия видит, что навыки ученицы достаточны, организуется церемония эрикаэ (яп. 襟替え, смена воротничка кимоно), переход в гейши.

## Внешний вид

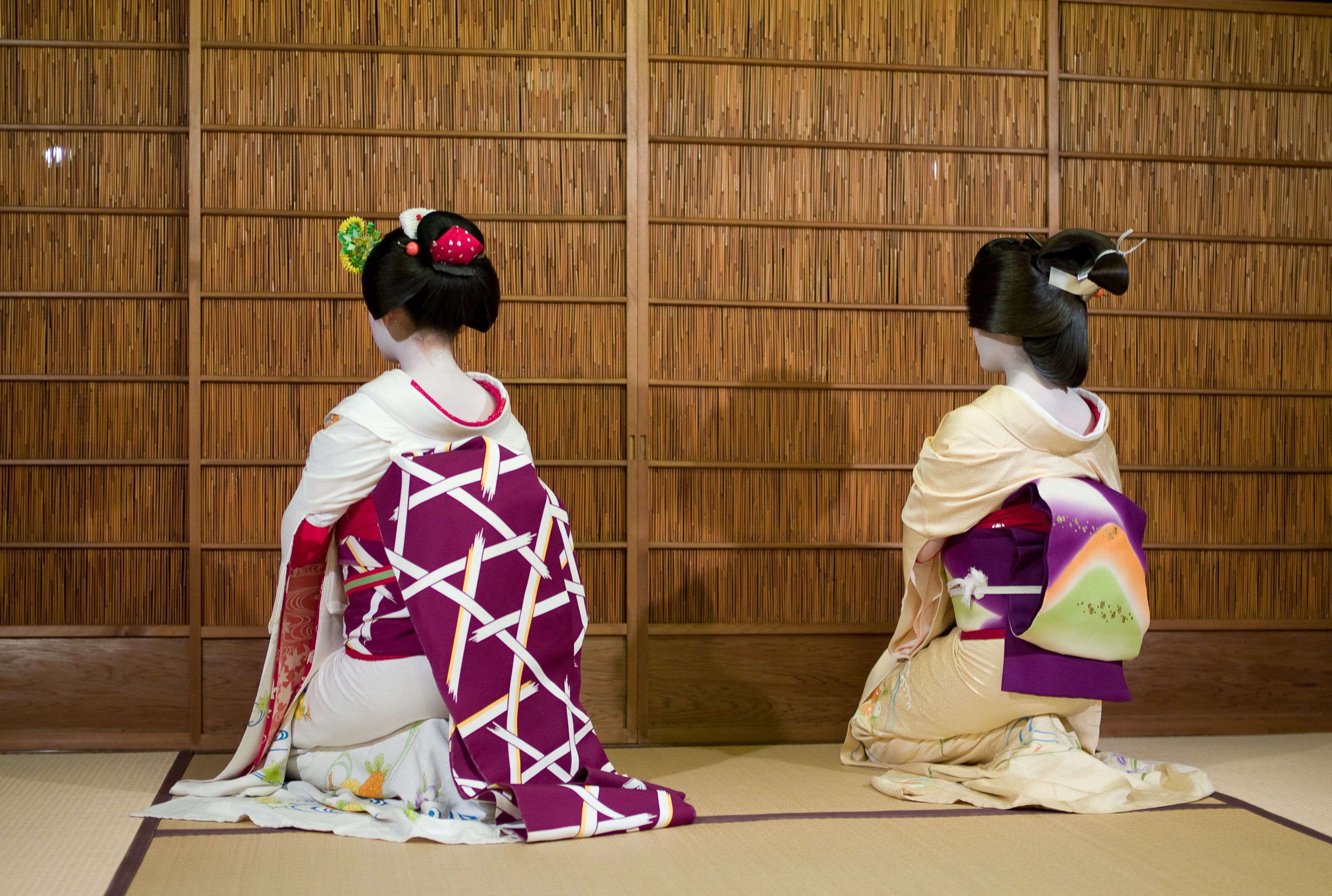
Отличия внешнего вида майко (слева) и гейши (справа)

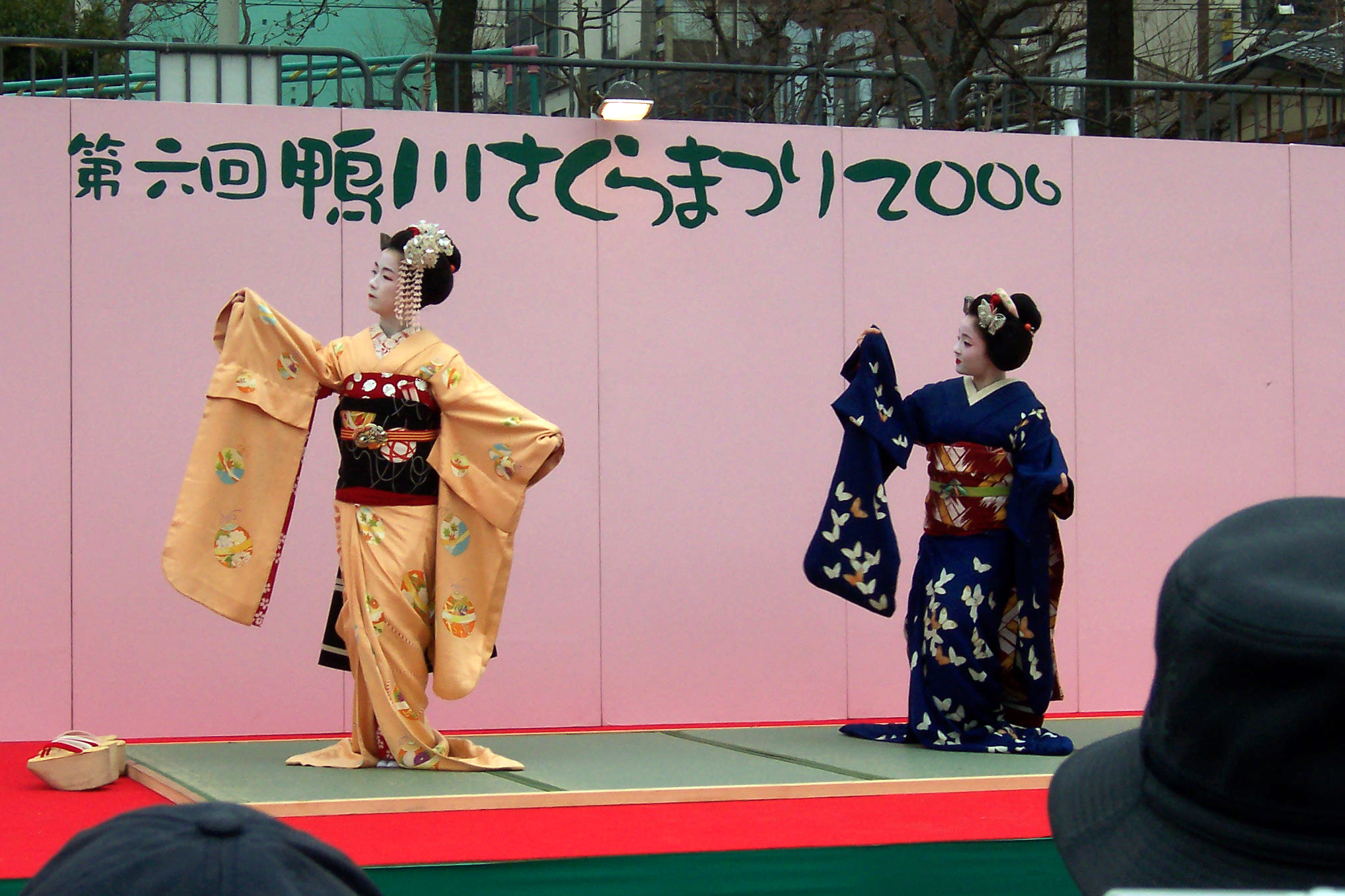
Ниспадающие украшения у начинающей майко (слева) и небольшое украшение в причёске старшей майко (справа)

Причёски украшаются особыми аксессуарами, кандзаси. В первые полгода — год майко носит украшения с развевающимися гирляндами цветов, позже украшения становятся скромнее.

### В Киото
Минараи, хангёку и майко носят кимоно фурисодэ с длинными рукавами и делают белый макияж. Пояс оби завязывается так, чтобы его концы спадали до земли. Сикоми носят обычную одежду или юката. Обувь майко и минараи — деревянные сандалии на высокой танкетке, называемые коппори (яп. こっぽり) (в Киото — окобо (яп. おこぼ)).
Майко, начиная с периода минараи, носят исторические причёски: сперва варэсинобу (яп. 割れしのぶ), затем — офуку (яп. おふく), кацуяма (яп. 勝山), якко-симада (яп. 奴島田), сакко (яп. 先笄). Ученицы должны носить причёску на своих волосах, а гейши могут пользоваться париками. Обычная причёска гейши — гэйся-симада.

### В Токио
Хангёку носят парики с варэсинобу всё время обучения. Одежда хангёку — фурисодэ с оби, завязанным в узел «тайко». Хангёку также накладывают макияж «о-сирой», но в другом порядке: сперва на лицо наносят розовые и красные акценты, а затем — белила. В Киото поступают наоборот.

## Другие названия

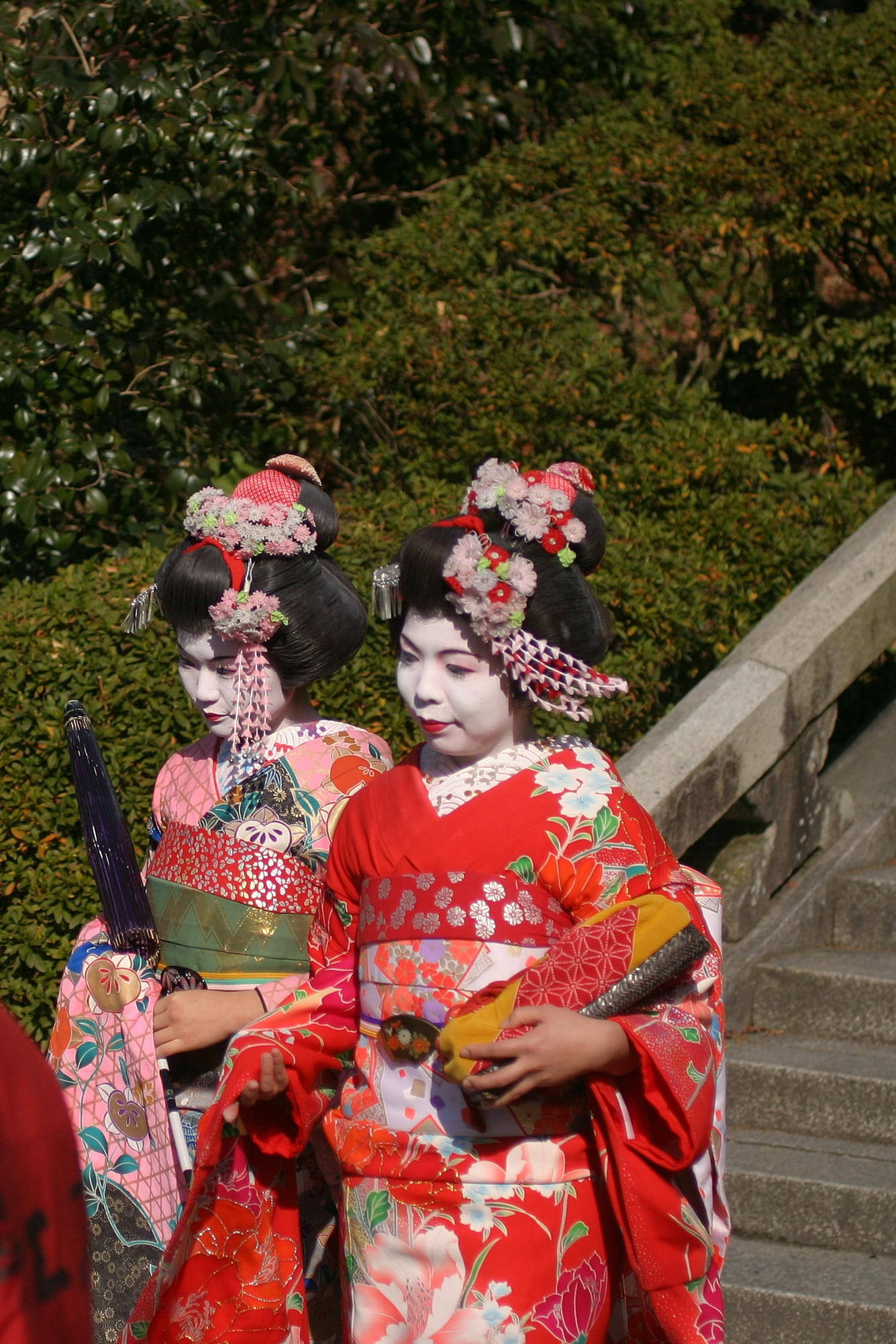
Майко хэнсин

В Токио период обучения, следующий за минараи, называют хангёку (яп. 半玉, полудрагоценный камень). В Киото — майко (яп. 舞妓, танцующее дитя). Другие названия — осяку (яп. お酌, разливающая сакэ), ака-эри (яп. 赤襟, с красным воротничком, в отличие от гейши с белым), кингё (яп. 金魚 кингё:, золотая рыбка), хинацуко (яп. 雛妓, девочка-цыплёнок), хансэнко (яп. 半線香 хансэнко:, в половину ароматической палочки, из-за половинной оплаты повременной работы; единица продолжительности банкета с гейшами — период горения благовония).
В Ямагате слово «майко» пишется с использованием другого иероглифа: 舞娘.
В Канадзаве у учениц гейш есть уменьшительное название карариги-сан (яп. からり妓さん).
Девушек, переодевающихся в фурисодэ для исполнения роли ученицы гейши, называют «фурисодэ-сан». Они не имеют отношения к настоящим гейшам.
Также некоторые окия и специализированные студии предлагают услугу переодевания в майко с последующей фотосессией. Узнать такую «майко» можно по несоответствующим сезону кимоно, оби, украшениям в причёске.
В маленьких городах ученицы гейш могут сразу дебютировать после периода «сикоми», не становясь ни майко, ни хангёку.